# لانتانا كبيرة القنابيات
لانتانا كبيرة القنابيات (الاسم العلمي: Lantana magnibracteata) هي نوع نباتي يتبع جنس اللانتانا من فصيلة اللويزية.